# Старица (Оренбургская область)
Старица — село в Оренбургском районе Оренбургской области. Входит в состав Красноуральского сельсовета.

## История
В 1966 г. Указом Президиума ВС РСФСР поселок подсобного хозяйства областной больницы переименован в Старица.

## Население
| 2002 | 2010 | 2014 |
| ---- | ---- | ---- |
| 643  | ↗736 | ↗772 |